# ريان ماكغيفر
ريان ماكغيفر (بالهولندية: Ryan McGeever)‏ هو لاعب كرة قدم إسكتلندي، ولد في 30 أبريل 1994 في غلاسكو في سكوتلندا يلعب في نادي أيرش الإماراتي.

## وصلات خارجية
- ريان ماكغيفر على موقع قاعدة بيانات كرة القدم.إي يو (الإنجليزية)
- ريان ماكغيفر على موقع Soccerbase.com (لاعب) (الإنجليزية)